# Czuba (Góry Kamienne)
Czuba (niem. Guckelberg, 660 m n.p.m.) – szczyt w środkowej części Czarnego Lasu, w Górach Kamiennych, w Sudetach Środkowych. Jest najwyższym wzniesieniem pasma.

## Położenie
Szczyt położony jest w środkowej części pasma Czarnego Lasu, pomiędzy Jastrzębią Górą na północnym zachodzie a Jastrzębnikiem na południowym wschodzie. 

## Budowa Geologiczna
Czuba zbudowana jest z permskich melafirów (trachybazaltów).

## Roślinność
Wierzchołek wzniesienia jest porośnięty lasem, niżej rozciągają się łąki.